# キアサージ級戦艦
| キアサージ級戦艦  | キアサージ級戦艦 |
| ----------------- | --- |
| キアサージ (BB-5) | |
| 武装・装甲配置    | |
| 特色ある二重砲塔  | |
| 艦級概観          | |
| 艦種              | 戦艦 |
| 艦名              | 1番艦は南北戦争時のスループ「キアサージ」の名を襲名。 |
| 前級              | インディアナ級戦艦 |
| 次級              | イリノイ級戦艦 |
| 性能諸元          | |
| 排水量            | 基準：11,540 トン |
| 全長              | 375 ft 3 in（114.38 m） |
| 全幅              | 72 ft 3 in（22.02 m） |
| 吃水              | 23 ft 5 in（7.14 m） |
| 機関              | |
| 最大速力          | 16 ノット |
| 航続距離          | |
| 乗員              | 士官、兵員553名 |
| 兵装              | 13インチ（33 cm）砲4門 8インチ（20.3 cm）砲4門 6インチ（15.2 cm）砲14門 6ポンド（57 mm）砲20門 1ポンド（37 mm）砲6門 30口径（7.62 mm）機銃4基 18インチ（45.7 cm）魚雷発射管4門 |

キアサージ級戦艦（キアサージきゅうせんかん、Kearsage-class battleships）は、アメリカ海軍の戦艦の艦級。ネームシップのキアサージはアメリカ海軍の戦艦において唯一州の名が命名されなかった艦となった。

## 艦形
主砲である13インチ35口径連装砲の砲塔の上に8インチ35口径の中間砲を2階式に積み上げるという、他国には全く類のない配置を採った。この方法によれば副砲にも主砲と同じ広い射界を与えるとともに8門の砲塔が4門で済むため重量からも配員数からも著しい利益がある。また火薬庫の防御を充分にでき、居住区も広く取れる。欠点としては、中間砲発射時に主砲に対して爆風の干渉がある、中間砲が主砲と同じ目標しか指向できない、砲塔が重くなり動力装置が複雑になり故障しやすい、中間砲の揚弾装置が問題となるなどがある。他国は「うまく行くものか」と全く追随せず、アメリカ海軍でも議論百出となったが、利点を見て欠点は我慢することとした。実際の運用でも欠点が露呈したが、アメリカ海軍は解決を技術に求め、改良してバージニア級戦艦で再び採用した。これもうまく行かなかったが、しかし試行錯誤の中で後部砲塔を前部砲塔より高い位置に置くとともに全砲の口径を統一すべきとの結論に達し、現代でも砲を搭載する限り最適の配置とされる「統一された大口径主砲を、全て中心線上に背負い式で持つ」という条件を世界に先立って満たしたサウスカロライナ級戦艦へとつながった。
本級は「チーズボックス」と呼ばれた小砲塔を装備した最後の艦級であった。これらの砲塔は南北戦争時にジョン・エリクソンが設計したモニター式砲塔の直系子孫とも言えるものであった。これらの「チーズボックス」砲塔はその後部に砲が装備され、砲の仰角を得るために大きく脆弱な開口部が要求され、砲の最大仰角も制限された。本級以降の艦では箱形の「イギリス式」砲塔が採用され、防御が遙かに容易で効率的に行えるようになった。
本級2隻はワシントン海軍軍縮条約の結果削減されることとなり、1番艦キアサージはクレーン船に改造されて1955年に除籍されるまで使用され、2番艦ケンタッキーは廃棄されることとなった。

## 同型艦
| 艦番号 | 艦名                      | 建造所                       | 発注         | 起工          | 進水          | 就役          | 退役          |
| ------ | ------------------------- | ---------------------------- | ------------ | ------------- | ------------- | ------------- | ------------- |
| BB-5   | キアサージ USS Kearsage   | ニューポート・ニューズ造船所 |              | 1896年6月30日 | 1898年3月24日 | 1900年2月20日 | 1920年5月10日 |
| BB-6   | ケンタッキー USS Kentucky | ニューポート・ニューズ造船所 | 1895年3月2日 | 1896年6月30日 | 1898年3月24日 | 1900年5月16日 | 1920年5月29日 |